# Global Monitoring for Environment and Security
Il Global Monitoring for Enviroment and Security (GMES) ora ribattezzato Copernicus è un'iniziativa dell'Agenzia Spaziale Europea (ESA) e della Commissione europea creata nel 2001 durante l'incontro di Göteborg e finalizzata a fornire entro il 2021 la capacità all'Unione europea di agire autonomamente nel settore della sicurezza e dell'ambiente tramite le rilevazioni satellitari.
I dati sono consultabili gratuitamente dai cittadini sul sito.

## Caratteristiche
L'obiettivo è razionalizzare l'utilizzo delle innumerevoli informazioni che vengono raccolte dai satelliti messi in orbita dall'Agenzia Spaziale Europea al fine di utilizzare solo i dati di miglior qualità e più aggiornati.
Copernicus si fonda su quattro pilastri, la componente spaziale (satelliti e associate infrastrutture a terra), misure in situ (misure aeree e terrestri), armonizzazione/standardizzazione dei dati e servizi gratuiti per gli utenti pubblici o privati.
Copernicus è il contributo dell'Unione europea al progetto GEOSS.
Attualmente Copernicus ha tre fast track service (FTS) in fase di sviluppo. Questo sono Ocean FTS, Land TFS ed Emergency FTS, questi si prevede che saranno operativi per il 2008 e che in seguito si aggiungeranno altri servizi come Atmosphere FTS.
Nel 2008, in occasione del forum di Lilla e con il passaggio alla fase operativa (diretta a testare le funzionalità dei primi servizi), il programma GMES è stato ribattezzato "Copernicus".

## Componente spaziale
Il programma è composto da diversi satelliti, di solito chiamati Sentinel, pensati per soddisfare i vari requisiti del programma.
- Sentinel-1 è una missione composta da tre satelliti per fornire servizi di monitoraggio di aree terrestri e marine con immagini radar. Tutti e tre sono stati lanciati dal Centro spaziale guyanese: i primi due con un vettore Sojuz 2 ed il terzo con un Vega C.
  - Sentinel-1A è stato lanciato il 3 aprile 2014 ed è tuttora attivo.
  - Sentinel-1B è stato lanciato il 25 aprile 2016 e ha smesso di funzionare nel dicembre 2021 per un guasto a bordo.
  - Sentinel-1C è stato lanciato il 5 dicembre 2024 in sostituzione del B ed è tuttora attivo.
- Sentinel-2 è una missione composta da tre satelliti per fornire immagini ottiche in alta risoluzione per servizi terrestri (monitoraggio della vegetazione, del suolo, delle acque interne e delle aree costiere) e fornire informazioni in casi di emergenza. Sono stati lanciati con un vettore Vega dal Centro spaziale guyanese.
  - Sentinel-2A è stato lanciato il 23 giugno 2015 ed è tuttora attivo.
  - Sentinel-2B è stato lanciato il 7 marzo 2017 ed è tuttora attivo.
  - Sentinel-2C è stato lanciato il 5 settembre 2024 ed è tuttora attivo.
- Sentinel-3 è una missione composta da quattro satelliti per fornire servizi per il monitoraggio globale di aree terrestri e oceaniche. I primi due satelliti sono stati lanciati con un razzo russo Rokot dal cosmodromo di Pleseck.
  - Sentinel-3A è stato lanciato il 16 febbraio 2016 ed è tuttora attivo.
  - Sentinel-3B è stato lanciato il 25 aprile 2018 ed è tuttora attivo.
  - Sentinel-3C sarà lanciato nel 2025.
  - Sentinel-3D sarà lanciato nel 2028.
- Sentinel-4, che fornisce dati sulla composizione atmosferica, non è un satellite vero e proprio, ma uno strumento scientifico che fa parte del carico utile del satellite MTG-S1 lanciato il 1º luglio 2025.[4]
- Sentinel-5 Precursor, lanciato il 13 ottobre 2017, ha come scopo principale quello di riempire il vuoto nelle osservazioni lasciato dalla perdita di Envisat prima che venga lanciato il successore Sentinel-5.
- Sentinel-5, come il 4, consiste in uno strumento che sarà imbarcato su un satellite della serie Metop-SG e affiancherà Sentinel-4 nella fornitura di dati sulla composizione atmosferica.[5]
- Sentinel-6 è una missione composta da due satelliti che contribuiranno alle missioni per i rilievi altimetrici di precisione della superficie del mare, proseguendo le osservazioni già effettuate da Jason-3.
  - Sentinel-6A Michael Freilich è stato lanciato il 23 giugno 2015 con un vettore Falcon 9 Block 5 dalla Vandenberg Space Force Base ed è tuttora attivo.
  - Sentinel-6B sarà lanciato nel 2025.

### Sviluppi futuri
Sei ulteriori missioni sono in corso di studio da parte dell'ESA:
- Sentinel-7/CO2M per misurare l'anidride carbonica (CO2) rilasciata nell'atmosfera dalle attività umane; il lancio del primo satellite dovrebbe essere effettuato nel 2026.
- LSTM per misurare la temperatura del suolo.
- CRISTAL per misurare lo spessore delle calotte di ghiaccio, le precipitazioni nevose e l'estensione dei ghiacciai in tutto il mondo.
- CHIME per l'osservazione e l'analisi del suolo.
- CIMR per misurare la temperatura superficiale, la concentrazione di ghiaccio e la salinità dei mari.
- ROSE-L per misurare l'estensione di foreste e terreni coltivati e delle calotte polari.